# Albano Becica
Hernán Albano Becica (* 31. Juli 1985 in Villa de María del Río Seco) ist ein argentinischer Fußballspieler, der auf der Position eines Mittelfeldspielers eingesetzt wird.

## Karriere
Becica begann seine Karriere 2006 bei Bochas Sport Club. Anschließend spielte er für verschiedene argentinische Vereine, darunter Racing de Córdoba, CA Los Andes, Defensores de Belgrano, Talleres, CA San Martín de Tucumán, Atlético Tucumán, Tristán Suárez und CA Mitre.
Im Jahr 2017 wechselte er nach Chile zu Deportes La Serena und spielte danach für Deportes Puerto Montt, CD Magallanes, Rangers de Talca, Deportes Santa Cruz und seit 2024 für Deportes Melipilla.

### Erfolge
Talleres
- Meister des Torneo Argentino A: 2012/13

Atlético Tucumán
- Meister der Primera Nacional B: 2015